# Anna Zatușevscaia
Anna Zatușevscaia (n. 12 martie 1995, Republica Moldova) este o fotbalistă moldoveană.

## Carieră
Zatușevscaia a fost selecționată la echipa națională a Moldovei, cu care a jucat în ciclul de calificare pentru Cupa Mondială de fotbal feminin din 2019⁠(d).